# Stenothericles bolivari
Stenothericles bolivari är en insektsart som först beskrevs av Burr 1899.  Stenothericles bolivari ingår i släktet Stenothericles och familjen Thericleidae. Inga underarter finns listade i Catalogue of Life.